# Manuel Alejandro De la Torre
Manuel Alejandro De la Torre Urbina (Ciudad de México el 13 de junio de 1980) es un exfutbolista mexicano. Se desempeñaba como defensa lateral y su último equipo fue Tigres UANL de la Primera División de México, surgido de la cantera de Pumas de la UNAM, le fue otorgada la oportunidad debutar en la época de Rafael Amador Flores. Vivió su mejor etapa con el Deportivo Toluca Fútbol Club, con el que obtuvo tres títulos de liga.  

## Trayectoria
Debutó un miércoles 8 de septiembre de 1999 en el partido pendiente entre Club Deportivo Guadalajara 0-0 UNAM. A partir de Verano 2002 se convirtió en pieza importante de la zaga felina, sin embargo, perdió la titularidad en el Apertura 2003. Para el Clausura 2004 llega al Toluca como refuerzo para el equipo del Ricardo "Tuca" Ferreti.
Y con el Toluca se consolidó como una de las piezas claves en la defensa junto al paraguayo Paulo César Da Silva. Para 2013 fue fichado por Tigres de la UANL pero no tuvo la regularidad deseada y su retiro se dio un año después.
| Club             | País   | Año          |
| ---------------- | ------ | ------------ |
| Pumas UNAM       | México | 1999-2003    |
| Toluca           | México | 2004 - 2012  |
| Lobos de la BUAP | México | 2012 - 2013  |
| Tigres UANL      | México | 2013 - 2014. |

## Palmarés
| Título               | Club      | País   | Año     |
| -------------------- | --------- | ------ | ------- |
| Primera División     | Toluca FC | México | 2005    |
| Campeón de Campeones | Toluca FC | México | 2005-06 |
| Primera División     | Toluca FC | México | 2008    |
| Primera División     | Toluca FC | México | 2010    |

- Datos: Q552313